# Whatever Happened to Benny Santini?
Whatever Happened to Benny Santini? – debiutancki album Chrisa Rei, wydany w 1978 roku.

## Opis albumu
Pierwszy singel promujący ten album, "Fool (If You Think It's Over)", jest prawdopodobnie najbardziej znanym utworem Chrisa Rea. Osiągnął on dwunaste miejsce na liście przebojów Billboard Hot 100 i był nominowany do nagrody Grammy w kategorii Song of the Year (ostatecznie nagrodę zdobył Billy Joel za "Just the Way You Are").

## Lista utworów
| 1.  | "Whatever Happened to Benny Santini?" | 4:22  |
|     |                                       |       |
| 2.  | "The Closer You Get"                  | 3:31  |
|     |                                       |       |
| 3.  | "Because of You..."                   | 3:57  |
|     |                                       |       |
| 4.  | "Dancing with Charlie"                | 3:52  |
|     |                                       |       |
| 5.  | "Bows and Bangles"                    | 3:58  |
|     |                                       |       |
| 6.  | "Fool (If You Think It's Over)"       | 4:47  |
|     |                                       |       |
| 7.  | "Three Angels"                        | 3:26  |
|     |                                       |       |
| 8.  | "Just One of Those Days"              | 2:40  |
|     |                                       |       |
| 9.  | "Standing in Your Doorway"            | 3:53  |
|     |                                       |       |
| 10. | "Fires of Spring"                     | 3:54  |
|     |                                       |       |
|     |                                       | 38:20 |
|     |                                       |       |